# Vỏ máy tính

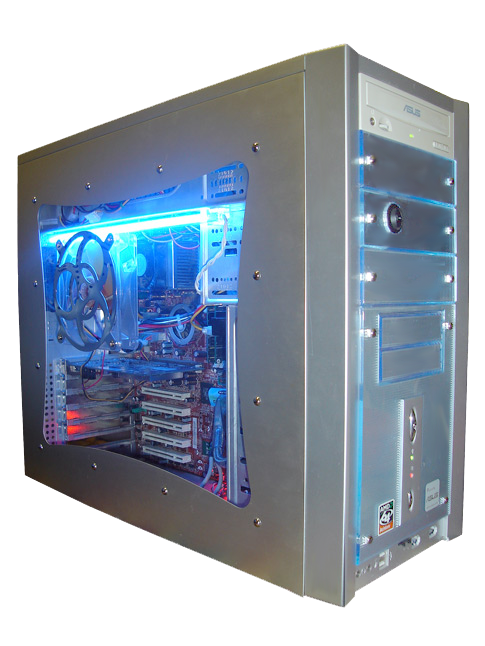
Một vỏ máy tính, lớp mica cho phép nhìn thấy các thiết bị bên trong

Vỏ máy tính là một thiết bị dùng gắn kết và bảo vệ các thiết bị phần cứng trong máy tính,đồng thời cũng có vai trò tản nhiệt cho máy tính.
Vỏ máy tính có nhiều thể loại khác nhau, các thiết kế riêng biệt của vỏ máy tính đã tạo ra các sự khác biệt của các hãng máy tính khác nhau và các model khác nhau trong cùng một hãng.
Khi bán, Vỏ máy tính thường được gắn sẵn nguồn máy tính.

## Các loại vỏ máy tính
Vỏ máy tính cá nhân thường được chia thành các loại:
- large desktop: Loại đứng có kích cỡ lớn (dùng cho game thủ).
- small desktop: Loại vỏ máy đứng kích cỡ trung bình hoặc thấp (dùng cho công việc hằng ngày).

Các loại vỏ máy tính khác như: hệ thống máy tính, máy chủ, siêu máy tính...có các đặc trưng riêng đối với từng thể loại và không được bán sẵn trên thị trường, chúng được thiết kế riêng. (Do sự riêng biệt của chúng nên không được đề cập đến trong bài viết này).
Thị trường hiện nay có rất nhiều loại vỏ máy tính cho người dùng lựa chọn, các vỏ máy tính phổ thông thường có giá thành thấp (từ 15-30 USD) cho đến các loại vỏ máy tính cao cấp với giá cao (đến trên 300 USD) tại thời điểm năm 2007.

## Yêu cầu của vỏ máy tính
Vỏ máy tính cần đáp ứng các yêu cầu tối thiểu sau:
- Đủ cứng vững để đảm bảo chịu lực va đập (ở mức độ thấp) từ mọi hướng; không làm tác động lực đến các thiết bị bên trong khi mang vác, di chuyển máy tính.
- Có các vị trí để gắn các thiết bị trong máy tính: Nguồn máy tính, bo mạch chủ, các loại ổ đĩa quang, ổ đĩa cứng, ổ đĩa mềm và các thiết bị ngoại vi.
- Có khả năng thông gió tốt, có thể trang bị các quạt làm mát ở một số vị trí tuỳ thuộc vào bo mạch chủ.
- Có khả năng tiếp nhận nhiệt từ các thiết bị và tản nhiệt ra môi trường.
- Có khả năng hạn chế sự thâm nhập của côn trùng và bụi vào trong máy tính. Hạn chế tiếng ồn ra ngoài.
- Có gắn sẵn các thiết bị tối thiểu:

Nút Power để khởi động máy tính.
Hai loại đèn LED để báo hiệu chế độ hoạt động của nguồn điện trong bo mạch chủ và chế độ làm việc của các ổ cứng, ổ quang.
Loa báo hiệu khởi động của máy tính (hiện nay loa báo hiệu trong vỏ máy tính đã gỡ bỏ vì đã làm ồn).
Có thể có nút Reset để khởi động lại hệ thống khi gặp lỗi cần reset lại chế độ làm việc của phần cứng (một số máy tính chuyên chiếc của các hãng sản xuất không sử dụng nút này)

## Các thiết kế liên quan đến tính năng vỏ máy tính

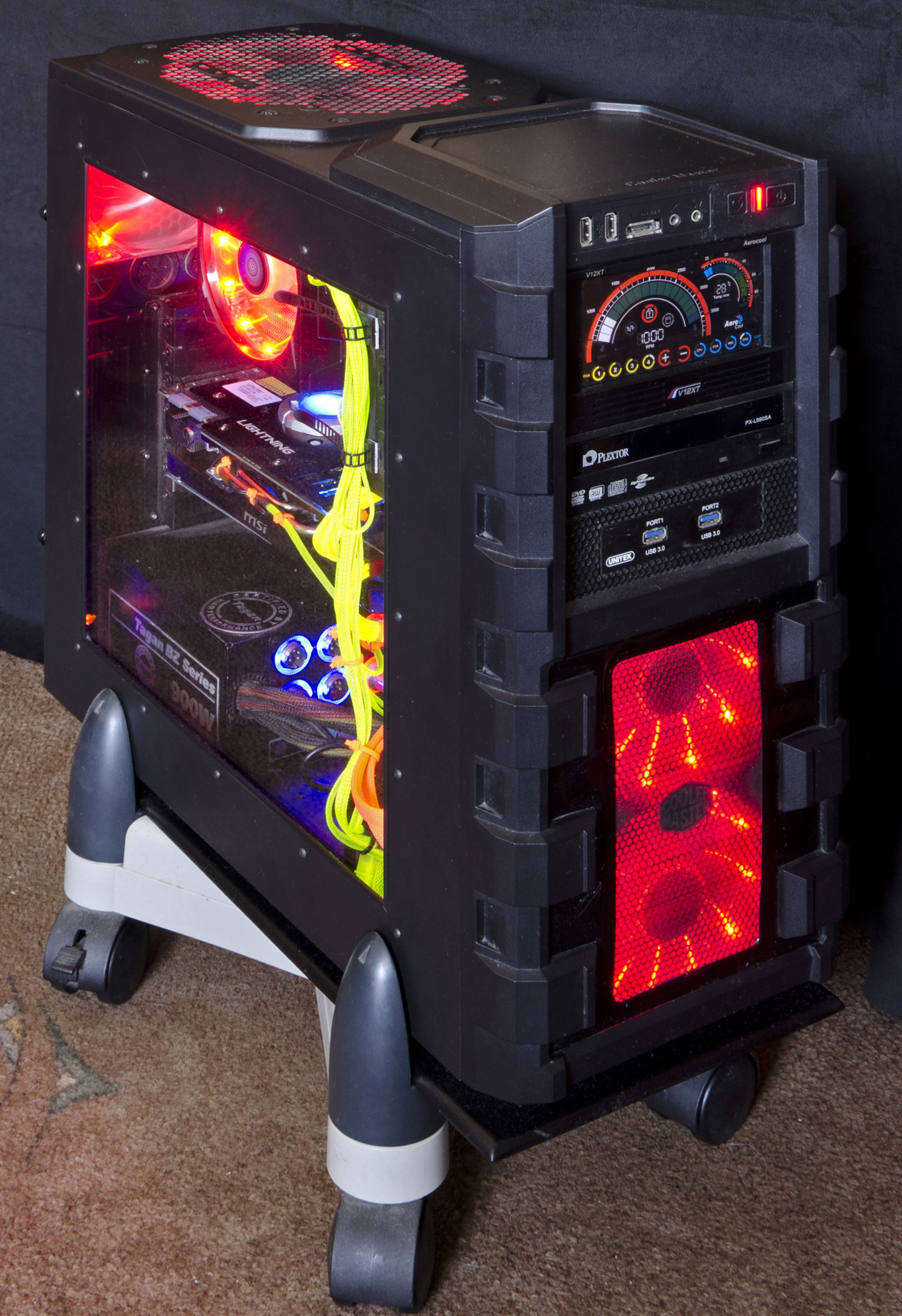
Một vỏ máy tính năm 2014

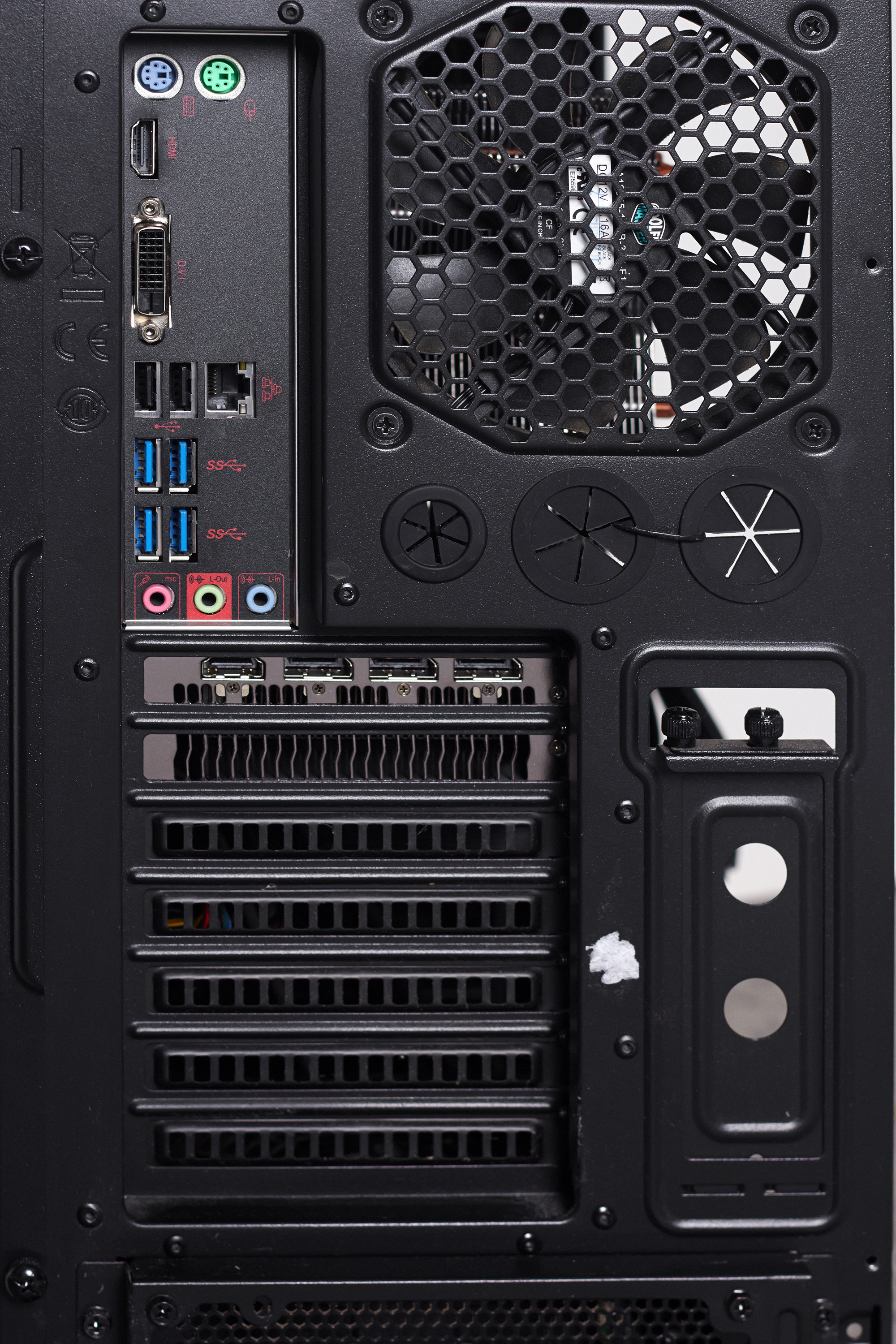
Phía sau lưng của một vỏ máy tính với các đầu vào/đầu ra

Để đáp ứng các yêu cầu tối thiểu của vỏ máy tính, các thiết kế vỏ máy tính của các nhà sản xuất khác nhau rất ảnh hưởng đến quá trình làm việc của hệ thống máy tính.

### Kích thước vỏ máy tính
Tuỳ theo các hệ thống khác nhau mà có sự thay đổi về kích thước vỏ máy tính.
 
Thông thường máy tính cá nhân có gồm hai thể loại nguồn gốc: Máy tính được thiết kế riêng biệt, do các hãng sản xuất phần cứng thiết kế và lắp ráp mọi chi tiết (thường gọi là "máy đồng bộ") và loại máy tính được người sử dụng tự lắp ráp từ các linh kiện riêng lẻ.
 
Đối với các loại máy tính đồng bộ, vỏ máy tính thường nhỏ gọn, có kích thước phù hợp với bo mạch chủ trong máy tính. Đối với các máy tính do người sử dụng tự lắp ráp đòi hỏi vỏ máy tính phải phù hợp với nhiều loại kích thước của bo mạch chủ khác nhau (Xem thêm: Các chuẩn kích thước của bo mạch chủ tại bài: Bo mạch chủ)

### Vật liệu chế tạo
Vỏ máy tính thường được chế tạo bằng tổng hợp nhiều loại vật liệu khác nhau tại các vị trí khác nhau. Chiếm đa phần nhất là thép để chế tạo các khung chính; các tấm đỡ và khoang ổ cứng, ổ quang; tấm đỡ định vị bo mạch chủ; phần mặt sau và phần trong của mặt trước.
Vỏ phần hai mặt bên: Chế tạo bằng tôn với các loại vỏ máy tính thông thường, bằng hợp kim nhôm đối với các vỏ máy tính chất lượng cao.
Mặt trước đa phần được chế tạo bằng nhựa. Đối với một số loại vỏ máy tính mặt trước được cấu tạo bằng lưới hoặc tấm hợp kim nhôm.
Phần vỏ ngoài của vỏ máy tính thường được sơn bằng công nghệ sơn tĩnh điện để đảm bảo về thẩm mỹ và chống gây rò rỉ điện ảnh hưởng đến người dùng.
Một số loại vỏ máy tính được cấu tạo bằng các vật liệu khác như mi ca ở toàn bộ vỏ ngoài (hoặc một phần) nhằm tạo ra sự độc đáo, giúp người dùng có thể nhìn xuyên vào bên trong máy tính, tuy nhiên vật liệu này thường không đủ các điều kiện về cứng vững và tản nhiệt, các loại vỏ máy tính kiểu này chỉ có giá trị về hình thức.
Trong một số trường hợp đặc biệt, một số phần của vỏ máy tính có thể được chế tạo bằng các loại vật liệu khác thường như: gỗ, thủy tinh...

### Tính chất cứng vững
Vỏ máy tính cần phải có tính cứng vững để đảm bảo định vị tốt các thiết bị bên trong. Đối với các ổ cứng, ổ quang và ổ mềm có thể không cần đến sự cứng vững bởi bản thân chúng đã có thể chịu đựng sự va đập nhưng đối với các bo mạch (bo mạch chủ cũng như các bo mạch mở rộng khác) cần yêu cầu sự cứng vững của vỏ máy tính bởi tính chất này có thể làm ảnh hưởng đến chúng. Nếu vỏ máy tính có thể bị biến dạng hoặc bị vặn vẹo thì các bo mạch đang được định vị chắc chắn vào chúng sẽ bị vặn xoắn dẫn đến hư hỏng. Một mặt khác, đa số các bộ xử lý hiện nay đều toả nhiều nhiệt, cần dùng đến các bộ tản nhiệt đồ sộ (chứa nhiều đồng hoặc thậm chí có các bộ tản nhiệt bằng đồng nguyên khối) hoặc các chipset cầu bắc và cầu nam đều được tản nhiệt kết hợp với các bo mạch đồ hoạ cao cấp rất nặng nề - Tạo ra tổng thể hệ thống thiết bị trên bo mạch chủ khá nặng, nếu như tấm định vị bo mạch chủ không đủ cứng vững sẽ làm uốn vặn, gây đứt mạch dẫn đến hư hỏng sau một thời gian sử dụng.
Sự vững chắc của hệ thống còn giúp chống lại các rung động phát ra từ các quạt tản nhiệt của hệ thống, nếu chiều dày các tấm kim loại của vỏ máy tính quá mỏng cũng có thể tạo nên sự rung động (dù rất nhỏ) cho hệ thống, điều này cũng không có lợi cho thiết bị.
Quan sát phần bên trong của vỏ máy tính ta thường thấy kiểu thiết kế bo tròn ở các mép thành kim loại, cách thiết kế này giúp cho hệ thống cứng vững hơn, mặt khác chúng còn giúp sự tháo lắp dễ dàng và không làm tổn hại đến tay người thao tác và thiết bị được tháo lắp.

### Sự chính xác khi lắp ráp thiết bị
Sự chính xác khi chế tạo vỏ máy tính khi lắp ráp các bo mạch chủ và bo mạch mở rộng có thể ảnh hưởng đến tuổi thọ của các thiết bị này. Bởi việc sản xuất vỏ máy tính bằng các phương thức khác nhau: tự động, bán tự động hay thủ công đều có thể dẫn đến việc chế tạo thiếu chính xác.
Khi các vị trí bắt ốc định vị bo mạch chủ vào vỏ máy tính không chính xác có thể dẫn đến bo mạch thường xuyên bị uốn vặn về một chiều nào đó.
Nếu các bo mạch mở rộng (bo mạch đồ hoạ, bo mạch âm thanh...) được gắn với bo mạch chủ nhưng việc định vị chúng vào thành sau của vỏ máy tính (bằng ốc vít hoặc bằng nẫy) thiếu chính xác sẽ gây ảnh hưởng đến bo mạch chủ và các bo mạch gắn kết này.

### Lưu thông gió và tản nhiệt

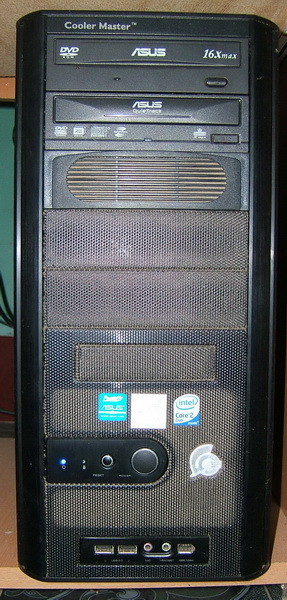
Một vỏ máy tính, mặt trước được thiết kế các lưới để không khí dễ lưu thông (bên trong có lớp mút chắn bụi)

Bên trong vỏ máy tính là các thiết bị sẽ sinh ra nhiệt, các nguồn nhiệt có thể phát ra từ: CPU, chipset cầu bắc, chipset cầu nam, RAM, ổ cứng, các transistor nguồn của bo mạch chủ...Do đó vỏ máy tính cần có khả năng lưu thông gió để làm mát các thiết bị toả nhiệt này.
Nếu sự lưu thông gió không đảm bảo tốt, khi máy tính làm việc bên trong thùng máy sẽ tăng dần nhiệt độ, dẫn đến hệ thống làm việc không ổn định và gây giảm tuổi thọ các thiết bị.
Sự lưu thông và quá trình làm mát trong thùng máy không thể thực hiện theo chế độ tự nhiên, các vỏ máy tính thường được thiết kế từ một, hai quạt trở lên và gắn ở các vị trí khác nhau tuỳ theo thiết kế của thùng máy và chuẩn của bo mạch chủ.
Thông thường nhất, vỏ máy tính được thiết kế với cách bố trí các quạt, ống dẫn gió, ô thoáng...như sau:
- Quạt phía sau: Đa số các vỏ máy tính được thiết kế một quạt phía sau vỏ máy, quạt này có hướng gió thổi ra ngoài và sử dụng quạt kích cỡ 120 mm hoặc nhỏ hơn.
- Quạt phía trước vỏ máy: Một (hoặc hơn) quạt thổi vào từ phía trước của vỏ máy tính qua các khoang gắn ổ cứng vừa có tác dụng làm mát ổ cứng, vừa có tác dụng định hướng luồng gió lưu thông.
- Ống hút gió cho CPU: Bắt đầu xuất hiện ở các vỏ máy "kiểu 38°" (vỏ máy tính đảm bảo nhiệt độ bên trong thùng máy luôn là 38 độ), ống hút gió lấy gió trực tiếp từ bên trái vỏ máy tính cấp trực tiếp cho CPU thông qua sức hút của quạt làm mát CPU (quạt chuẩn thổi theo hướng vuông góc với bo mạch chủ).
- Các khe, lỗ thoáng, lưới hút gió: Không thể thiếu đối với các vỏ máy tính, khi có sự lưu thông cưỡng bức gió trong hệ thống thì phải có các vị trí để định hướng luồng gió đi vào bên trong hệ thống.

Đối với các vỏ máy tính không lưu tâm đến sự định hướng luồng gió lưu thông, gió sẽ được hút vào từ mọi khe có thể: tại chính các khe trống của cụm cổng vào/ra của bo mạch chủ phía sau hệ thống, cũng có thể len lỏi qua khe trống của ổ đĩa mềm hoặc ổ đĩa quang...làm cho các thiết bị này xuất hiện nhiều bụi, nhanh kém chất lượng hoặc hư hỏng.
Các khe thoáng được thiết kế tối ưu ở phía dưới và gần các thiết bị toả nhiều nhiệt để thuận lợi cho quá trình lưu thông gió (theo tính chất: không khí nóng luôn có xu hướng đi lên phía trên) do đó thường ở các vị trí:
Khe ở bên trái thùng máy: Gần dịch về phía trước: nơi bố trí các ổ cứng và gần chipset cầu nam.
Khe hoặc lưới phía trước vỏ máy tính: Bố trí phía dưới - gần vị trí lắp ổ cứng.

### Sự thuận tiện khi tháo lắp các thiết bị
Các hãng sản xuất máy tính nguyên chiếc thường không mong muốn người sử dụng tháo vỏ máy tính để có thể thao tác mà họ cho rằng có thể gây hại cho máy tính, cũng có thể do điều đó mà cá vỏ máy tính của các hãng sản xuất thường không tạo ra sự thuận tiện cho người sử dụng thay đổi thiết bị, hoặc nâng cấp, kết hợp với các điều kiện thiết kế tối ưu khác nên các vỏ máy tính loại nguyên chiếc khi tháo lắp thiết bị thường phức tạp và không thuận tiện.
Với các hãng sản xuất vỏ máy tính đơn lẻ, họ coi người sử dụng là người am hiểu về máy tính, sẵn sàng mua từng thiết bị để lắp ráp và đặc biệt là phù hợp với yêu cầu "đôn độ" của những "người sử dụng muốn ép xung các thiết bị trong máy tính" (tạm dịch từ: overlock và overlocker)
Để thuận tiện cho việc tháo lắp các thiết bị và thao tác vào bên trong hệ thống, các thiết kế có thể là:
- Tạo thuận lợi cho việc tháo vỏ máy thuận tiện nhất: Chỉ cần tháo tấm chắn bên trái của vỏ máy tính thông qua các ốc vít có thể vặn bằng tay.
- Dễ dàng thay thế các bo mạch mở rộng bằng cách thay các ốc vít định vị truyền thống bằng các lẫy bẩy bằng nhựa hoặc kim loại đàn hồi.
- Dễ dàng thay thế các ổ cứng, ổ CD bằng cách thay thế ốc vít định vị bằng các nẫy gạt và có thể thay đổi hướng rút của khoang ổ cứng ra phía bên trái thay cho thiết kế truyền thống về phía sau.

## Vỏ máy tính thiết kế mở rộng tính năng
Nhằm hấp dẫn người dùng, các hãng sản xuất đã thiết kế các vỏ máy tính với nhiều tính năng cộng thêm ngoài các tiêu chuẩn thông thường.
- Hiển thị nhiệt độ và điều khiển tốc độ quạt: Loại này có một màn hình LCD nhỏ ở phía mặt trước có chức năng hiển thị một số thông tin: Nhiệt độ bên trong thùng máy (thông qua một sensor cảm biến nhiệt của vỏ máy tính), tốc độ quạt của thùng máy, chế độ chuyển dữ liệu của ổ cứng và ổ quang (thông qua tín hiệu đèn của máy tính)...vỏ máy loại này có thể thiết lập để giữ nhiệt độ thùng máy ở một thông số nào đó do người dùng thiết đặt do sự điều khiển tốc độ quạt lưu thông gió của vỏ máy tính.
- Vỏ máy tính có khả năng điều khiển từ xa: Một số loại vỏ máy tính có gắn một mạch điều khiển và một thiết bị điều khiển từ xa (hồng ngoại, giống như các thiết bị điều khiển từ xa dân dụng thông thường) cho phép điều khiển từ xa một số tính năng trong hệ điều hành họ Windows. Chức năng có thể là khởi động/tắt máy tính, điều chỉnh âm thanh, điều khiển một số chức năng khác thông qua phần mềm cài đặt trong hệ điều hành. Sự hoạt động của chức năng điều khiển từ xa được thông qua giao tiếp USB kết nối với bo mạch chủ.
- Vỏ máy bảo mật với khoá chống trộm: Loại vỏ máy được tích hợp sẵn các khoá để khoá vỏ máy tính với một vật cố định nào đó (như bàn làm việc).

## Sửa đổi vỏ máy tính theo ý muốn của từng người dùng (mod)

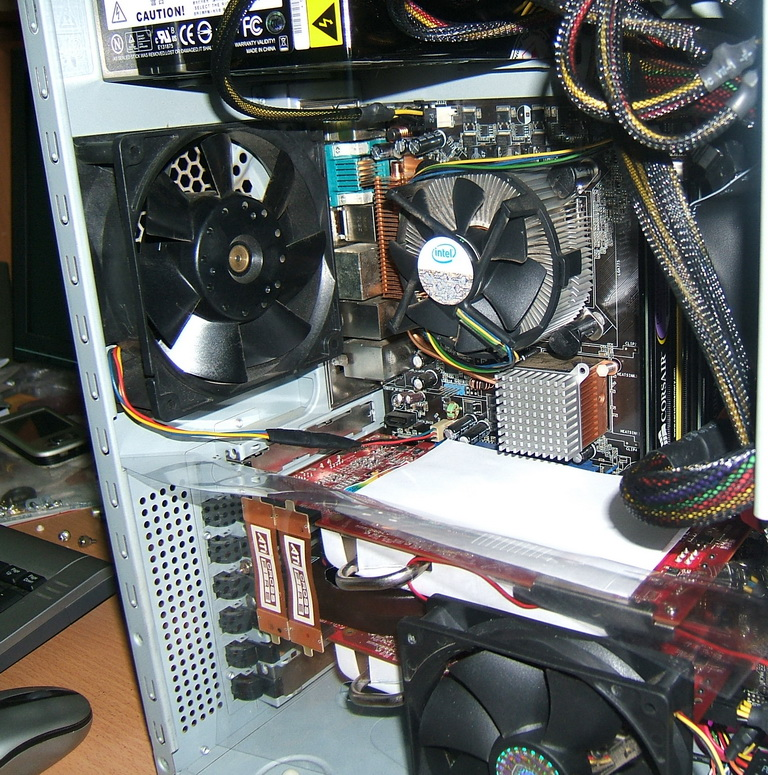
Các quạt làm mát trong vỏ máy tính: Quạt dùng bi kích thước 120 mm phía sau giúp lưu thông gió tốt hơn

Một số người sử dụng luôn mong muốn hệ thống máy tính cá nhân của mình được hoạt động tốt hơn, có thể họ là các overclocker muốn tăng tốc hệ thống nên muốn giải quyết các vấn đề về giải nhiệt hoặc chỉ đơn thuần là người sử dụng muốn hệ thống làm việc ổn định hơn hoặc muốn tạo ra một sự lạ mắt, khẳng định sự độc đáo của máy tính thông qua việc sửa đổi thiết kế các vỏ máy tính của mình.
Những sửa đổi vỏ máy tính thường được thực hiện trước khi lắp ráp các thiết bị, linh kiện rời rạc vào vỏ máy tính. Các hành động này (thường gọi là mod) thường đã được thực hiện như sau (phần dưới đây chỉ liệt kê những sự sửa đổi thường gặp, Wikipedia không khuyến khích điều này)
- Làm tăng sự lưu thông gió: Tạo ra các khe, lỗ để lưu thông gió hoặc lắp thêm quạt lưu thông gió, thường gặp nhất là việc khoét lỗ tại phần trên cùng của vỏ máy tính để lắp quạt thổi gió ra ngoài ở vị trí không khí nóng dễ tập trung nhất.

Tại vị trí ngang hông trái cũng được người sử dụng khoét lỗ để lắp thêm một (hoặc hơn) quạt thổi gió trực tiếp vào bo mạch chủ, vị trí có thể tương ứng với vị trí của bo mạch đồ hoạ hoặc chipset cầu nam.
Phần phía mặt trước của vỏ máy tính thường được thay thế một nắp che khoang gắn ổ quang còn trống bằng một hệ quạt thổi gió vào phía trong. Hệ quạt thổi này có thể sử dụng bằng các bộ ghép ổ cứng có quạt làm mát thổi trực tiếp theo chiều ngang.
- Thay đổi ngoại hình tạo ra sự độc đáo: Nhiều người sử dụng đã sửa đổi hoặc thay thế các nắp chắn phía trước và nắp trái của vỏ máy tính nhằm tạo ra sự độc đáo riêng của vỏ máy tính. Họ có thể thay thế tấm thép (hoặc hợp kim nhôm) bằng các tấm mica trong suốt để có thể nhìn thấy phần bên trong (có nhiều loại vỏ máy tính nguyên bản cũng thực hiện điều này khi thiết kế và bán ra thị trường), việc sửa đổi này đơn thuần chỉ giúp tạo sự độc đáo mà thường ít có ý nghĩa cải tiến hệ thống bởi chúng làm giảm bớt sự tản nhiệt của vỏ máy tính ra môi trường bên ngoài (đặc tính tản nhiệt của các vật liệu khác kém hơn nhiều so với kim loại).
- Bố trí sắp xếp lại cách lắp đặt các thiết bị: Cách bố trí lại vị trí các thiết bị có thể gồm rất nhiều phương thức khác nhau, thông thường là các cách:
  - Thay đổi vị trí của nguồn máy tính.
  - Thay đổi việc lắp ổ cứng lên khay gắn ổ CD/DVD để thuận tiện cho quá trình làm mát hoặc tạo ô trống đặt các thiết bị tản nhiệt nước cho hệ thống (bơm, thùng chứa dung dịch...)
- Trang trí nội thất bằng các loại đèn UV và ống dẫn nước làm mát UV: Rất nhiều người đã trang trí phần bên trong của máy tính bằng các loại đèn màu, quạt có đèn màu, đèn UV, đèn ống...cách này chỉ tạo ra sự độc đáo mà không giúp hệ thống hoạt động tốt hơn.
- Chế tạo và lắp đặt các thiết bị phía trước của vỏ máy tính: Các nắp đậy cho khoang chứa ổ quang là nơi tốt nhất để có thể chế tạo các thiết bị mở rộng (bán sẵn hoặc tự chế), thông dụng nhất là các hệ thống mở rộng các cổng giao tiếp, hệ thống điều chỉnh tốc độ quạt hoặc các đầu đọc thẻ nhớ đa năng.

## Một số hãng sản xuất vỏ máy tính
Một số hãng sản xuất vỏ máy tính (sắp xếp không theo quy luật): 

Intel, Asus, Gigabyte, MSI,...